# Традиційні графства Уельсу
Під традиційними графствами Уельсу розуміється сукупність адміністративно-територіальних одиниць, що склалася після його завоювання і включення у державну систему Англії.
Основи цього поділу були закладені королем Едуардом I у статуті 1284 року. Згідно зі статутом, з територій, що входили в конфедерацію Ллівеліна Останнього, були утворені п'ять графств, приєднаних до королівського домену. Лорди Валлійської марки зберегли своє фактично незалежне становище на знак визнання їх заслуг у підкоренні Уельсу.
У такому вигляді Уельс проіснував до 1535, коли Генріх VIII здійснив анексію територій. Дана акція була проведена з метою упорядкування та уніфікації адміністративної системи Англії. В рамках програми, що проводилася урядом Томаса Кромвеля, Актами про Закони Уельсу 1535-1542 (англ.) була утворена система поділу Уельсу на тринадцять графств,яка проіснувала до адміністративної реформи 1888.

## Традиційні графства
| 1. Монмутшир (Sir Fynwy)2 2. Гламорган (Sir Forgannwg or Morgannwg)3 3. Кармартеншир (Sir Gaerfyrddin)1 4. Пембрукшир (Sir Benfro)3 5. Кередігіон (Sir Aberteifi)1 6. Брекнокшир (Sir Frycheiniog)2 7. Радноршир (Sir Faesyfed)2 8. Монтгомерішир (Sir Drefaldwyn)2 9. Денбігшир (Sir Ddinbych)2 10. Флінтшир (Sir y Fflint)1 11. Меріонетшир (Sir Feirionnydd)1 12. Карнарвоншир (Sir Gaernarfon)1 13. Анґлсі (Sir Fôn)1 |

1. Графства, утворені у 1284
2. Графства, утворені у 1535
3. Існували до завоювання Уельсу Едуардом I графство Пембрукшир і лордство Гламорган.